# نازارينو كولومبو
نازارينو كولومبو (بالإسبانية: Nazareno Colombo) هو لاعب كرة قدم أرجنتيني في مركز الدفاع، ولد في 20 مارس 1999 في مدينة كويلمس في الأرجنتين. لعب مع إستوديانتيس دي لا بلاتا.

## وصلات خارجية
- نازارينو كولومبو على موقع قاعدة بيانات كرة القدم.إي يو (الإنجليزية)
- نازارينو كولومبو على موقع Soccerway.com (الإنجليزية)